# Югославія на зимових Олімпійських іграх 1924
Королівство Сербів, Хорватів і Словенців  брало участь у Зимових Олімпійських іграх 1924 року в Шамоні. У змаганнях брали участь чотири спортсмена (всі чоловіки) у лижних перегонах. Прапороносцем на церемоніях відкриття та закриття Олімпійських ігор був лижник Душан Зіная.
Югославські спортсмени не завоювали жодної медалі.

## Лижні перегони

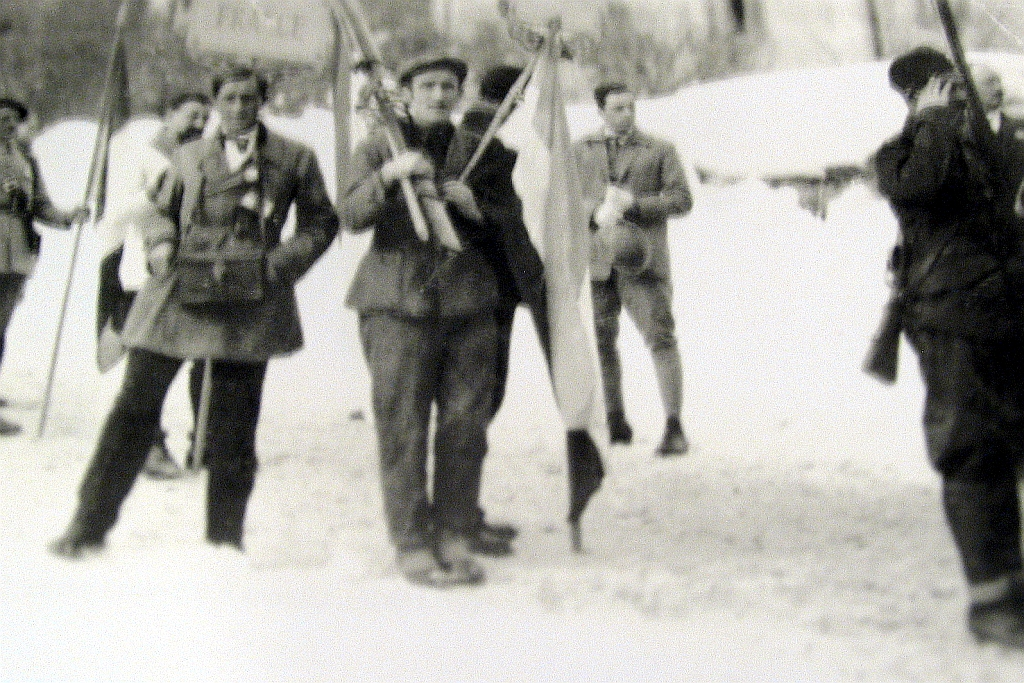
Душан Зіная під час Олімпіади

Чоловіки
| Змагання | Спортсмен          | Підсумки  | Підсумки |
| Змагання | Спортсмен          | Час       | Місце    |
| -------- | ------------------ | --------- | -------- |
| 18 км    | Зденко Швігель     | 1:50:27.0 | 32       |
| 18 км    | Владімір Кайзель   | 2:00:43.0 | 34       |
| 18 км    | Душан Зіная        | 2:12:19.4 | 36       |
| 18 км    | Мірко Пандаковіджь | DNF       | –        |
| 50 км    | Душан Зіная        | DNF       | –        |
| 50 км    | Мірко Пандаковіджь | DNF       | –        |
| 50 км    | Зденко Швігель     | DNF       | –        |
| 50 км    | Владімір Кайзель   | DNF       | –        |